# Monroe Palmer, Baron Palmer of Childs Hill

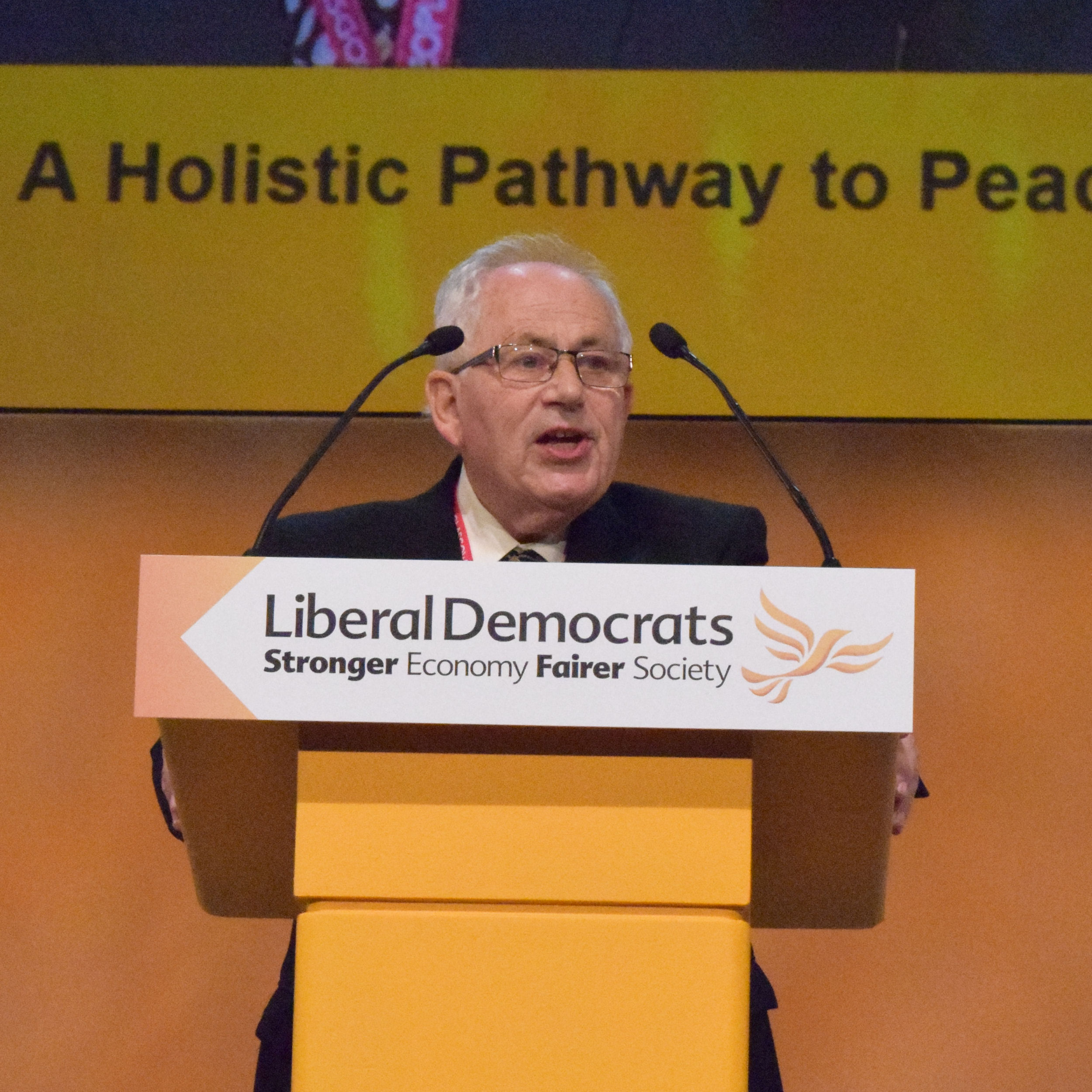
Monroe Palmer, Baron Palmer of Childs Hill

Monroe Edward Palmer, Baron Palmer of Childs Hill OBE (* 30. November 1938) ist ein britischer Politiker der Liberal Party sowie später der Liberal Democrats, der seit 2011 als Life Peer Mitglied des House of Lords ist.

## Leben
Palmer war beruflich als staatlich geprüfter Bilanzbuchhalter tätig und zuletzt Partner der Steuerberatungsgesellschaft Silver Altman.
Mitte der 1970er Jahre begann er sein politisches Engagement bei den Liberal Party und war zwischen 1977 und 1983 deren Schatzmeister. Bei den Unterhauswahlen vom 3. Mai 1979 kandidierte er für die Liberal Democrats im Wahlkreis Hendon South erstmals ohne Erfolg für ein Abgeordnetenmandat im House of Commons. Palmer, der 1981 Officer des Order of the British Empire wurde, bewarb sich später bei den Unterhauswahlen vom 9. Juni 1983 sowie am 11. Juni 1987 für die Liberal Party im Wahlkreis Hastings and Rye ebenfalls ohne Erfolg für einen Sitz im Unterhaus. Mitte der 1980er Jahre begann er sein Engagement in der Kommunalpolitik und war erstmals von 1986 bis 1994 Mitglied des Rates des London Borough of Barnet. Daneben war zwischen 1987 und 2010 Vorsitzender der Liberal Democrat Friends of Israel, deren Vizepräsident er seit 2010 ist.
Zuletzt kandidierte er bei den Wahlen vom 9. April 1992 sowie am 1. Mai 1997 für die Liberal Democrats im Wahlkreis Hastings and Rye, verpasste jedoch jeweils erneut den Einzug in das House of Commons. Seit 1998 ist er wieder Mitglied des Rates des London Borough of Barnet und dort seit 2010 Vorsitzender des Rechnungsprüfungsausschusses. Daneben fungierte er zwischen 2008 und 2009 als Schatzmeister der Liberal Democrats von London.
Palmer wurde durch ein Letters Patent vom 17. Januar 2011 als Life Peer mit dem Titel Baron Palmer of Childs Hill, of Childs Hill in the London Borough of Barnet, in den Adelsstand erhoben. Kurz darauf erfolgte seine Einführung (Introduction) als Mitglied des House of Lords.